# Abir Reffas
Abir Reffas (* 3. Dezember 1997) ist eine algerische Leichtathletin, die sich auf den Mittelstreckenlauf spezialisiert hat.

## Sportliche Laufbahn
Erste internationale Erfahrungen sammelte Abir Reffas im Jahr 2014, als sie bei den Olympischen Jugendspielen in Nanjing in 4:36,88 min den vierten Platz im A-Finale im 1500-Meter-Lauf belegte. 2016 belegte sie bei den Arabischen Juniorenmeisterschaften in Tlemcen in 4:37,76 min ebenfalls den vierten Platz und 2022 gelangte sie bei den Mittelmeerspielen in Oran mit 4:28,97 min auf Rang elf. Im Jahr darauf belegte sie bei den Panarabischen Spielen in Algier in 4:21,70 min den vierten Platz und anschließend wurde sie bei den World University Games in Chengdu in 4:23,65 min Elfte. 2025 gewann sie bei den Arabischen Meisterschaften in Oran in 4:14,10 min die Silbermedaille über 1500 Meter hinter der Tunesierin Marwa Bouzayani und im 5000-Meter-Lauf sicherte sie sich in 16:16,62 min die Bronzemedaille hinter Kadra Mohamed Dembil und Habon Ahmed aus Dschibuti.
In den Jahren 2023 und 2024 wurde Reffas algerische Meisterin im 1500-Meter-Lauf sowie 2022 im 800-Meter-Lauf. 2024 wurde sie zudem Landesmeisterin über 5000 Meter sowie 2023 in der 4-mal-400-Meter-Staffel.

## Persönliche Bestzeiten
- 800 Meter: 2:06,06 min, 13. Juli 2024 in Kortrijk
- 1500 Meter: 4:11,35 min, 16. Juni 2024 in Sollentuna
- 3000 Meter: 9:15,89 min, 22. Juni 2024 in Ciney
- 5000 Meter: 15:25,37 min, 19. Juni 2024 in Lüttich